# Hans Carlsson (skarprättare)
Hans Carlsson, född 4 januari 1805 i Fridlevstads församling, Blekinge län, död 27 augusti 1838 i Lösens församling, Blekinge län, var en svensk skarprättare. Han hade avrättat 33 personer i Skåne och 8 personer i Blekinge. 

## Avrättningar
Nils Månsson (född 5 januari 1817 i Östra Sönnarslöv i Skåne) dömdes för rån och mord till hängning och avrättades på avrättningsplatsen i Lyngsjö av skarprättaren Hans Carlsson.